# 莱桑斯达莱
莱桑斯达莱（法語：Les Anses-d'Arlet，法語發音：[lez‿ɑ̃s daʁlɛ]）是法国海外省马提尼克的一个市镇，属于勒马兰区。

## 地理
莱桑斯达莱（14°29'28"N, 61°4'49"W）面积25.92 平方千米，位于法国海外省马提尼克。
与莱桑斯达莱接壤的市镇（或旧市镇、城区）包括：勒迪亚芒、萊特魯瓦西萊。
莱桑斯达莱的时区为UTC−04:00（大西洋时区）。

## 行政
莱桑斯达莱的邮政编码为97217，INSEE市镇编码为97202。

## 政治
莱桑斯达莱的现任市长为欧仁·拉尔谢（Eugène Larcher）先生，任期为2020-2026年。

## 人口

1962-2008年间莱桑斯达莱人口变化图示

莱桑斯达莱于2022年1月1日时的人口数量为3874人。